# Кабардинка
Кабарди́нка —  курортное село (посёлок городского типа с 1958 по 1992 год) в Краснодарском крае России, административно входящее в состав муниципального образования город-курорт Геленджик. Расположено на юго-восточном берегу Цемесской бухты Чёрного моря, у подножия северо-западного склона Маркотхского хребта, в 14 км к юго-западу от центра Геленджика и приблизительно в 21 км к юго-востоку от Новороссийска, на федеральной трассе А-290 Новороссийск – Керчь (часть E 97). Основано в 1836 году как укрепление Александрия, вскоре переименованное в Кабардинский форт (впоследствии Кабардинский пост, станица Кабардинская) в честь Кабардинского 80-го пехотного полка, чьи подразделения его строили, на месте существовавшего ранее адыгского (натухайского) аула; современное название закрепилось в 1869 году. Является одним из популярных климатических курортов Черноморского побережья Кавказа, известным своей галечно-песчаной набережной и пляжами в уютной Кабардинской бухте, уникальным тематическим «Старым парком», а также мягким, умеренно влажным средиземноморским климатом. Численность постоянного населения составляет около 8 тысяч человек (на 2024 г.), однако в летний сезон многократно увеличивается за счёт отдыхающих.
Село входит в состав муниципального образования «город-курорт Геленджик». Административный центр Кабардинского сельского округа.

## География
Село Кабардинка расположено напротив города Новороссийск и в 12 километрах к северо-западу от Геленджика, на берегу Цемесской бухты в широкой долине, плавно опускающейся к морю. С юго-запада населённый пункт от ветров и штормов прикрывает далеко выступающий в море мыс Дооб с невысоким (макс. выс. 458 м в.у.м.) хребтом Туапхат, с северо-востока — отроги Маркотхского хребта.
В районе села, в Чёрное море впадают несколько полноводных, но коротких рек стекающих с Маркотского хребта, наиболее крупными из которых являются — Дооб и Накопс.

## Климат
По количеству солнечных дней и отсутствию туманов Кабардинка напоминает южный берег Крыма. Среднегодовая температура +12,3 °С. Курортный сезон длится с мая по ноябрь, именно в это время здесь стоит сухая и тёплая погода.
| Показатель                    | Янв. | Фев. | Март | Апр. | Май  | Июнь | Июль | Авг. | Сен. | Окт. | Нояб. | Дек. | Год  |
| ----------------------------- | ---- | ---- | ---- | ---- | ---- | ---- | ---- | ---- | ---- | ---- | ----- | ---- | ---- |
| Средний суточный максимум, °C | 5,0  | 5,4  | 8,7  | 15,3 | 20,3 | 24,5 | 27,0 | 26,8 | 22,6 | 16,7 | 11,6  | 7,6  | 16,0 |
| Средняя температура, °C       | 1,9  | 2,3  | 5,1  | 11,2 | 16,2 | 20,5 | 23,0 | 22,8 | 18,5 | 12,7 | 8,3   | 4,7  | 12,3 |
| Средний суточный минимум, °C  | −1,2 | −0,8 | 1,5  | 7,1  | 12,2 | 16,5 | 19,1 | 18,8 | 14,4 | 8,8  | 5,1   | 1,8  | 8,6  |
| Норма осадков, мм             | 86   | 68   | 57   | 51   | 50   | 67   | 52   | 51   | 61   | 56   | 80    | 124  | 803  |

## История
Первое упоминание о месте, где сейчас находится Кабардинка, относится к V—VII векам до н. э.. Об этом свидетельствуют археологические находки, которые были обнаружены здесь в 1960—1970 годах. Это были обломки амфор и различных сосудов, в которых древнегреческие купцы возили вино. Древнегреческие колонисты усиленно осваивали все побережье Чёрного моря, строили города-колонии и поселения. Кабардинка также не стала исключением: здесь были найдены следы двух небольших античных поселений.
Основание
В ходе Кавказской войны, Россия стремилась стать полновластным хозяином на Кавказе и Черноморском побережье вместо Османской империи. Упорное сопротивление горцев заставило русскую власть строить на Черноморском побережье Кавказа военные укрепления в составе Черноморской береговой линии. Кабардинское укрепление было заложено и построено в 1836 году. Вначале оно было названо Александрийским. Но в это же время был построен форт Александрия (Сочи), и общность названий вносила путаницу. Поэтому император Николай I издал приказ.
Граф А. И. Чернышёв — Н. Н. Раевскому. 15 мая 1839 г. № 296262…

Его Величеству благоугодно было высочайше повелеть… В отвращение недоразумений, происходящих от сходства названий укрепления Александрийского и форта Александрия, назвать первое — Кабардинским, а второе — Навагинским. Учесть, что название Кабардинский дано было полку по известной кавказской провинции Кабарда, одной из первых вошедших в состав России.

(Архив Раевских, стр. 142—143.)
Таким образом, получается, что своим названием Кабардинка обязана императору Николаю I и Кабарде.
Отдельное самостоятельное укрепление «Кабардинское» перестроено в 1841 году. И стало включать в себя продолговатый неправильный многоугольник, один фронт капонирный, один тенальный и два кремальерных, оканчивавшихся блокгаузом, вокруг которого была оставлена насыпь прежнего турбастиона. Вдоль линии огня сплошной палисад. При укреплении было два отдельных блокгауза, в виде капониров. Орудий 7. Гарнизон, кроме артиллеристов, 330 человек личного состава.
После окончания Кавказской войны, сюда стали прибывать в качестве колонистов греки и армяне из Османской империи, увидевшие в Российской империи свою защитницу. Они заселяли опустевшие и одичавшие места, и успешно возрождали их к новой жизни. Так близ развалин Кабардинского укрепления и места, где было когда-то черкесское селение, занятое греками после принудительного переселения черкесов в Турцию, возникло селение Кабардинка. Само же название «Кабардинка» официально утвердилось за поселением в 1869 году.
Развитие
Историком В. А. Шахбазовым в городском архиве Тбилиси (Тифлис) был обнаружен документ за 1872 год. Это посемейная перепись населения Кабардинки, которая прошла в 1870 году, через 6 лет после прибытия сюда греков. Фамилии даны как в записи: Константиновы, Попандопуло, Хаджи Кузьма, Полихрон Хаджи Георгий, Ефремовы, Яни, Демьяновы, Андреевы, Петровы, Дмитриевы, Порфировы. Евстафиевы, Хайдуар, Анастасовы, Федоровы. Кимишковы, Акмача, Мелик, Мачкаловы, Фотсор. Георгиевы, Авлада, Хандропуло. Всего в переписи указано 65 семейств, основателей Кабардинки. Эта группа переселенцев вместе с другими прибыла из Трапезунда в Батуми (Батум). Но из-за плохих климатических и бытовых условий люди здесь не прижились: малярия и другие болезни унесли много жизней, а оставшиеся стали разъезжаться в разные края. Будущие основатели Кабардинки прибыли на корабле в Новороссийск, но не остались, так как противоположный берег бухты оказался идеальным для их новой жизни: леса с обилием животных и птиц, близость моря, небольшая речушка (Дооб). Боязнь нападения турок заставила их поселиться не у самого моря, а в глубине лесных предгорных массивов. Так зародилась Кабардинка.
Кабардинка быстро разрасталась. Поселенцы строили дома, сначала земляные, дома-срубы, позже использовали камень-трескун, занимались скотоводством, земледелием, охотой, рыбной ловлей, выкорчёвывали лес, расширяя пахотные угодья. У многих уже были свои хутора, а позже мужчины работали на цемзаводах Новороссийска. Люди трудились, крепко становились на ноги, что через несколько десятилетий дало возможность новым властям причислить их к разряду кулаков с последующими выводами.
В 1872 году в селе на средства прихожан была построена церковь Св. Великомученика Пантелеймона. Вначале служба велась на греческом языке, позже, когда Кабардинка стала многонациональной, служба велась и на русском языке. В селе функционировали сельское начальное училище и одноклассное церковно-приходское училище. К концу столетия Кабардинка начинает развиваться и как курорт.
1917 год изменил ход жизни. В селе было создано два колхоза: русский и греческий, в котором занимались выращиванием табака и винограда. Кабардинка продолжала расти. По переписи 1920 года здесь уже проживали 2140 человек, и действовали две школы: русская и греческая. В 1930-е годы в Кабардинке прошли: массовое раскулачивание, репрессии, закрытие греческой школы, закрытие церкви.
В 1922 году лучшие дачи, расположенные у моря, были приведены в порядок и переданы в ведение Управления курортами Кубани и Черноморья. На дачах чиновников Владикавказской железной дороги разместили санаторий-колонию для беспризорных детей (ныне санаторий «Жемчужина моря»). Кабардинка была признана курортом общегосударственного значения. К летнему сезону 1941 года здесь было десять здравниц: два санатория, два пионерских лагеря и шесть домов отдыха.
Годы войны
В годы Великой Отечественной войны из всех посёлков Геленджикского района Кабардинка оказалась наиболее приближённой к линии фронта, так как немцы подошли к цементным заводам. Всё оставшееся боеспособное мужское население было призвано в армию. Позиции фашистских войск находились в 20 км за Кабардинкой по направлению к Новороссийску, на берегу была размещена батарея капитана А. Зубкова. Корабельные орудия этой батареи контролировали всю акваторию Цемесской бухты, поддерживая огнём защитников Малой земли. Прицельная стрельба батареи лишала врага возможности использовать причалы порта в своих целях. Зубкова называли «диспетчером Новороссийского порта». Фашисты обрушивали на батарею шквал огня, 360 дней её беспощадно обстреливали с моря, суши и бомбили с воздуха. Плотность огня была такой, что вражеские снаряды несколько раз даже попали в жерла советских пушек, но батарея Зубкова так и осталась для врага неприступным рубежом. Сейчас здесь находится экспозиция краеведческого музея города Геленджика.
Во время войны в Кабардинке находились военные госпитали, куда привозили раненых из Новороссийска. Сейчас здесь об этом напоминают четыре братские могилы, а самая большая из них (820 человек) расположена на центральной площади посёлка. Здесь же указаны и фамилии жителей Кабардинки, которые погибли на войне, но похоронены в разных местах. Их 100 человек. Мы по праву гордимся своими земляками, которые с честью выполнили свой долг перед Родиной.
Южнее Кабардинки лежит небольшое село Марьина Роща. Здесь в годы Великой Отечественной войны располагался штаб 18-й десантной армии, командующим которой был генерал-лейтенант К. Н. Леселидзе, а начальником политотдела — полковник Л. И. Брежнев, будущий генеральный секретарь ЦК КПСС.
Послевоенные годы
В послевоенные годы в Кабардинке начались восстановительные работы. В результате обстрелов и бомбёжек в посёлке почти не осталось целых домов. Посёлок восстанавливался медленно и в начале 1950-х годов оставался самым отстающим в районе. До 1960 года его жители пользовались керосиновыми лампами, газопровод провели сюда только в конце 1970-х годов.
В 1960 году по решению Совета министров РСФСР Кабардинку решено было развивать как детский климатологический курорт. На много лет частное строительство было запрещено. Расширялась сеть пионерских лагерей, санаториев, домов отдыха. Особо бурный подъём наблюдался в 1960-70-е, частично в 1980-е годы. Началось строительство прямой автомагистрали Новороссийск-Геленджик через Кабардинку с предполагаемым троллейбусным движением. В это время Кабардинка официально получила статус посёлка городского типа. Сейчас она вновь официально стала селом.
После распада Советского Союза в стране возник другой строй. Это коснулось и Кабардинки: недостроенные здания, пустые или полупустые территории бывших детских здравниц, заброшенная автомагистраль. В последние 10-15 лет началась новая жизнь Кабардинки, она опять становится строительной площадкой, только уже для частного сектора. Коттеджи и виллы, многоэтажные гостиницы, увеселительные заведения.

## Население
| 1926  | 1959  | 1970  | 1979  | 1989  | 2002  | 2010  |
| ----- | ----- | ----- | ----- | ----- | ----- | ----- |
| 2018  | ↗2685 | ↗3988 | ↗5487 | ↗7640 | ↘7301 | ↗7550 |
| 2021  |       |       |       |       |       |       |
| ↗8690 |       |       |       |       |       |       |

## Достопримечательности
Музеи
- Мастерская стекла (ранее — галерея художественного стекла): открыта в июне 2011 года, с мая 2015 года работает в новом выставочном зале. В экспозиции — уникальные предметы из стекла, с тематическими инсталляциями.
- Музей «Город кубанских мастеров»: открыт в 2013 году в парке у морского побережья. Ориентирован для ознакомления с традициями промысла и быта жителей Кубани. В экспозиции представлены символичные жилища казаков — мазанки с предметами быта и традиционными нарядами; дворики, на территории которых разместились колодцы, конюшни, старинные глиняные печи.

Памятники и монументы
- Мемориальный комплекс «Батарея Зубкова». Посвящён событиям Великой Отечественной войны и расположен на месте, где больше года велись активные боевые действия по защите Цемесской бухты и порта Новороссийск. В 1990-х годах мемориал был практически разрушен, а в 2015 году открыт после генеральной реконструкции. Занимает территорию площадью 800 квадратных метров, где расположено 18 важных военных объектов.
- Поклонный крест. Десятиметровый каменный крест, являющийся символическим оберегом села, установлен в 2009 году на въезде в село со стороны Новороссийска.
- Памятник погибшим на пароходе «Адмирал Нахимов». Установлен на высоком обрыве мыса Дооб 31 августа 1987 года, ровно через год после трагедии, унесшей более 400 человеческих жизней.

Досуговые объекты
- «Старый парк». Является первым на Черноморском побережье тематическим архитектурным парком. В одном зелёном пространстве представлены различные архитектурные стили и культуры разных эпох. На территории «Старого парка» открыты музеи, построены синтоистская и православная часовни, установлены скульптуры, устроены фонтаны. С 2017 года в сооружении, созданном по канонам античности, работает Театр Старого Парка — первый частный театр в России[11].
- Дельфинарий. Расположен на территории центрального пляжа[12].
- Океанариум и экзотариум. В зоне водных обитателей тропического климата представлено более 40 видов экзотических животных с разных уголков планеты, среди которых зубастые пираньи, лобстеры, морские звезды, раки-отшельники[13].
- Дом вверх дном. Построен в 2013 году в центральной части села. Имеет два этажа с пятью комнатами, вмещающими много предметов домашней обстановки.

## Религия
- Храм Святого Пантелеймона. Построен в 1870-х годах греческими переселенцами. С историей построения храма связано местное предание об обретении иконы. Разные оттенки цветов в оформлении храма создают своеобразный внешний облик.
- Часовня святителя Николая Чудотворца. Освящена в 2011 году. Имея пять глав, символизирующих Иисуса Христа и четырёх его апостолов-евангелистов — Матфея, Марка, Луку и Иоанна, является воплощением лучших традиций храмовой архитектуры русского православия[14].

## Галерея

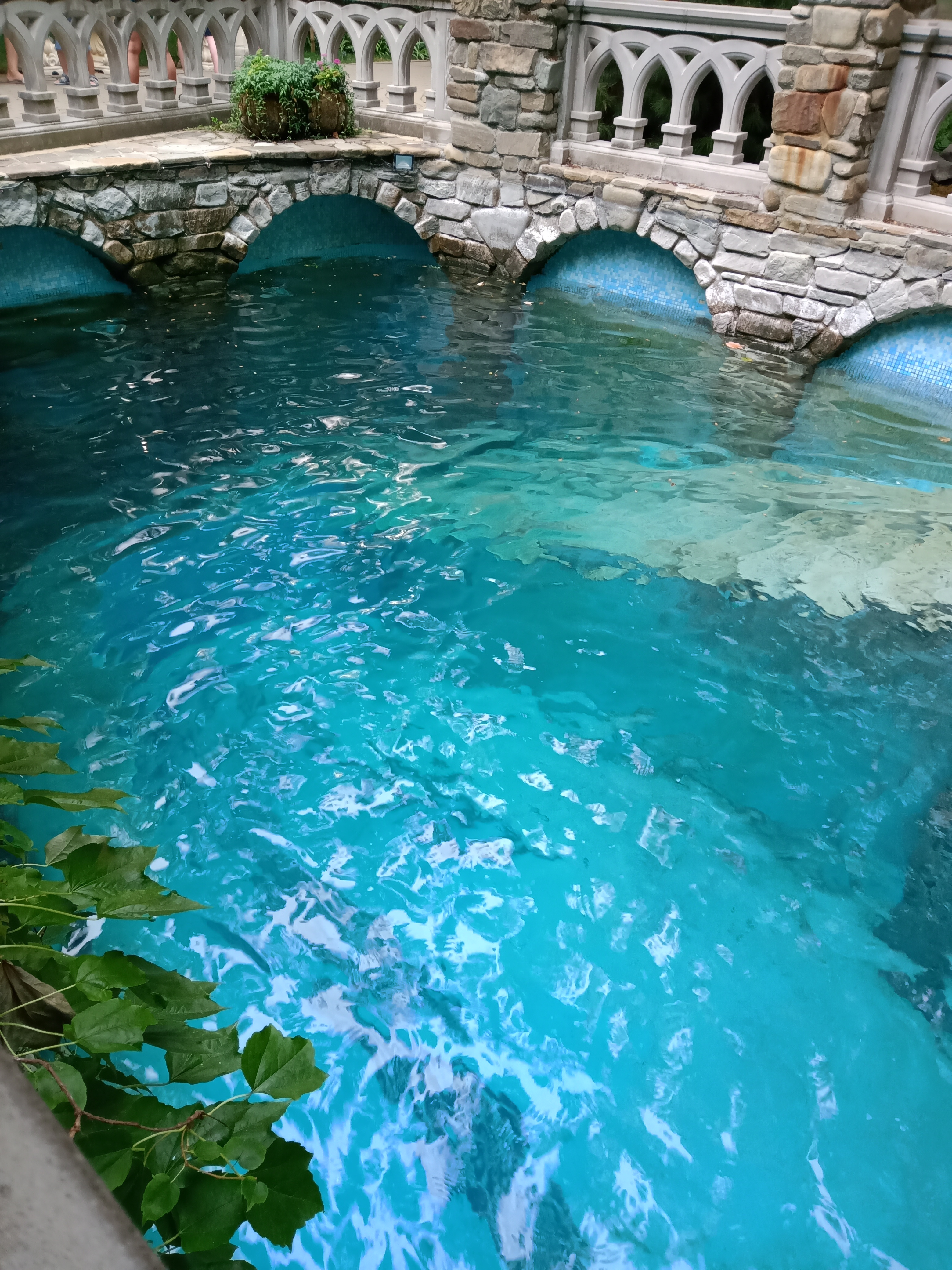
Бассейн в «Старом парке»
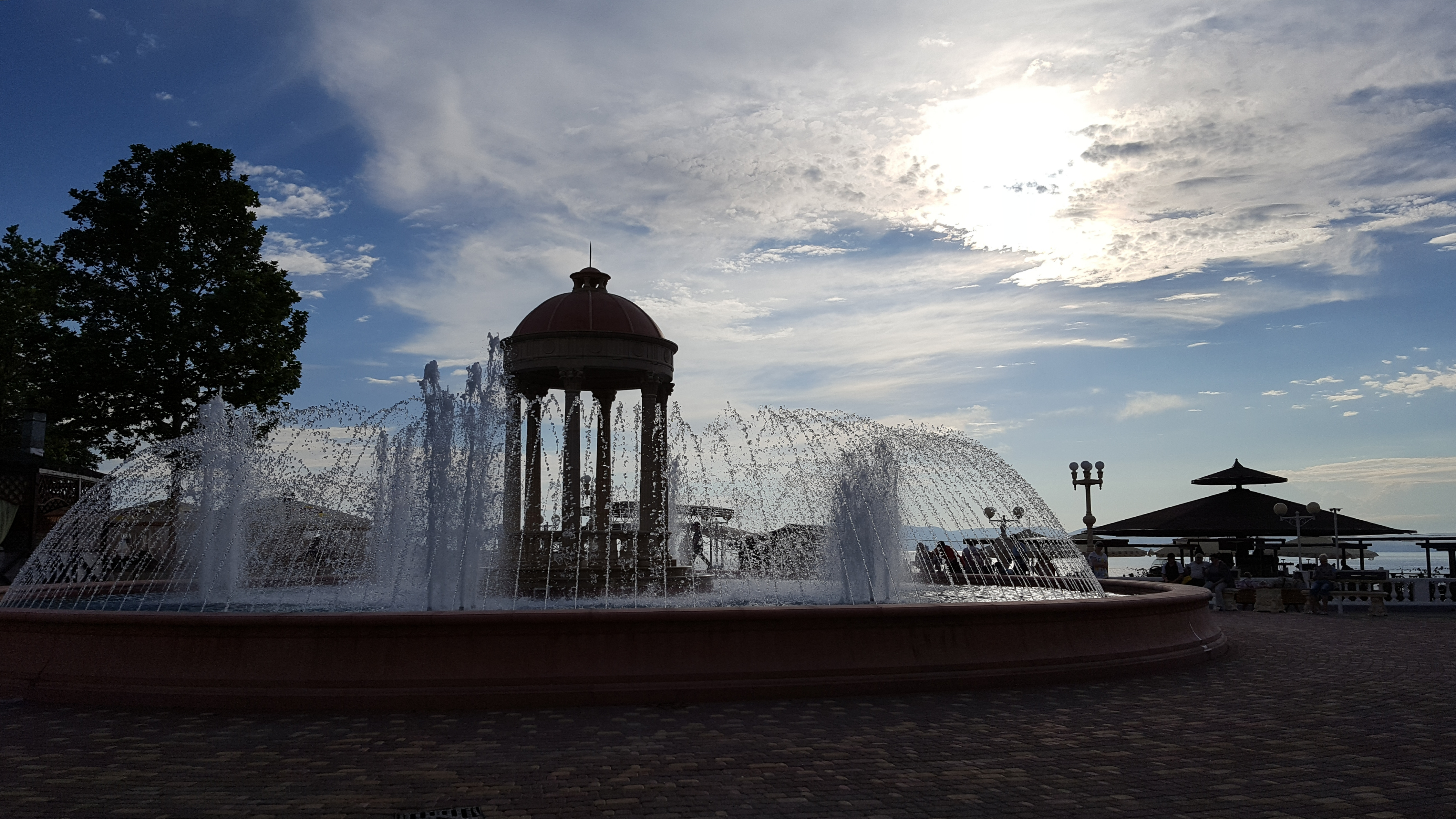
Фонтан на набережной.
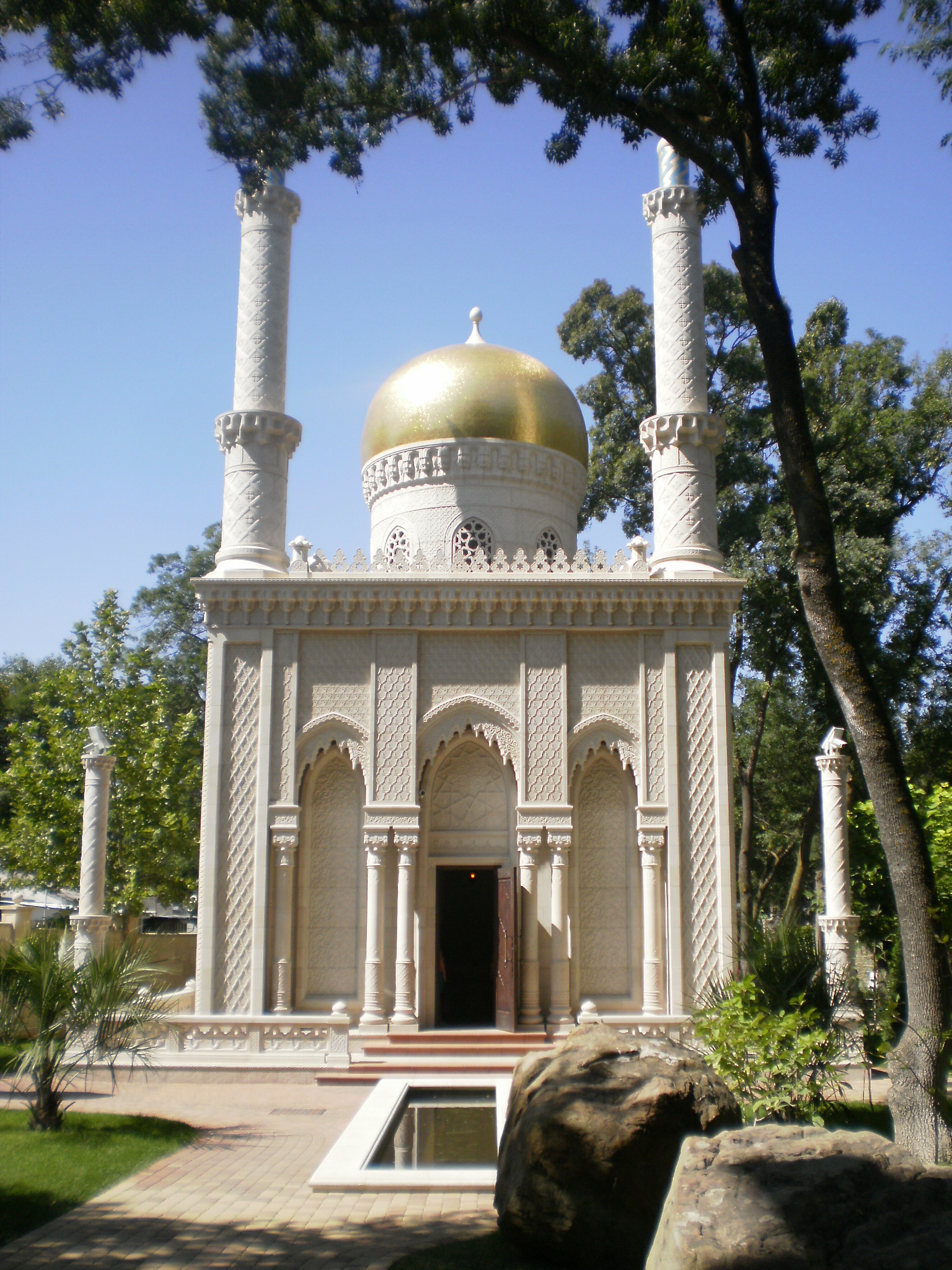
В парке
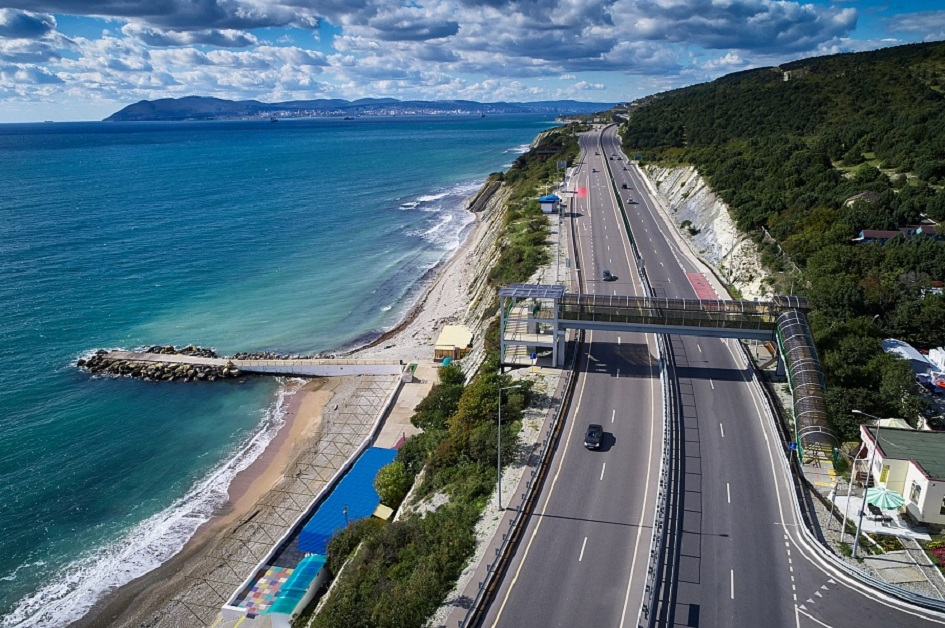
трасса возле Чёрного моря
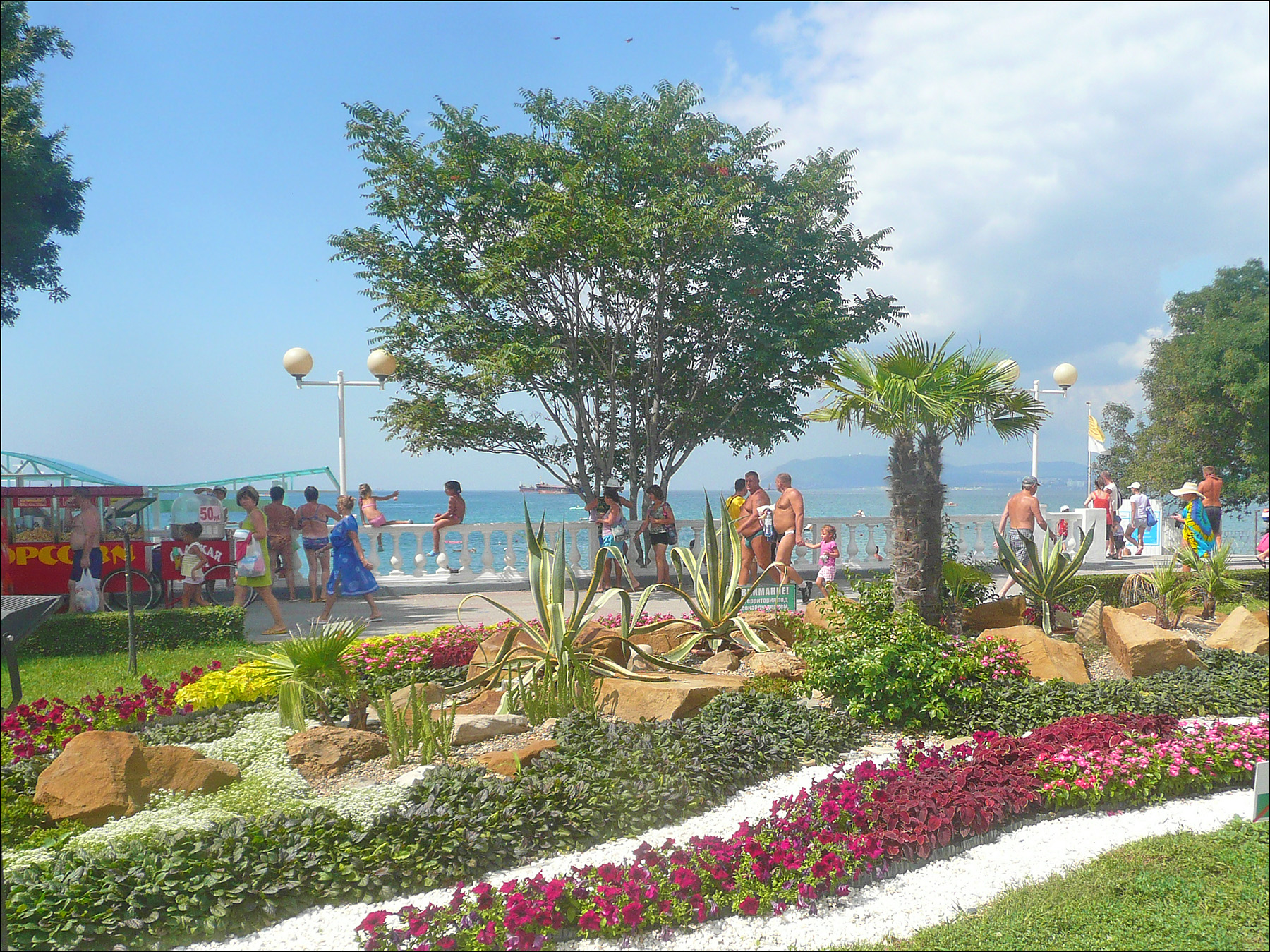
Набережная
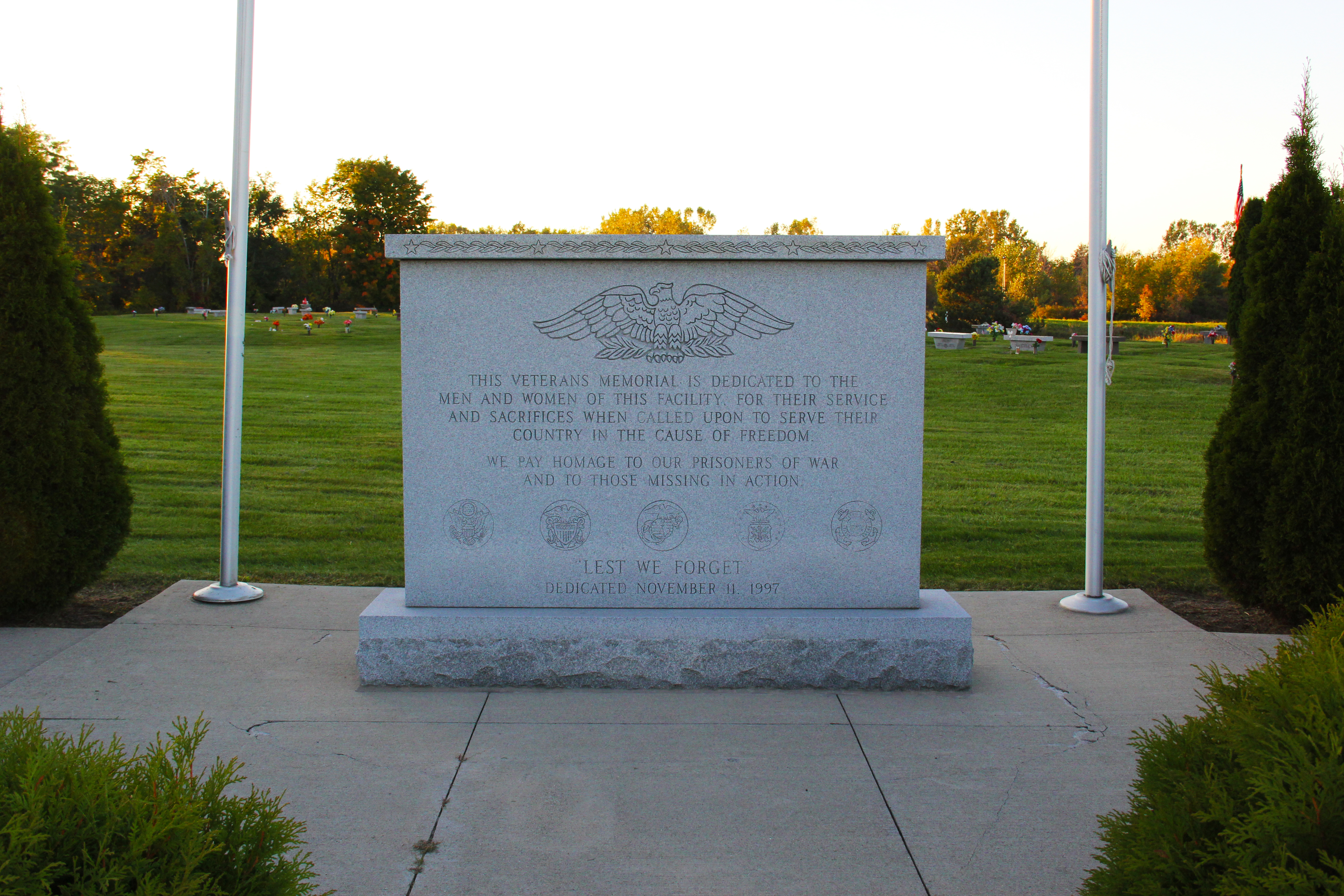
Памятник на мысе Дооб 423 погибшим в крушении пассажирского парохода «Адмирал Нахимов»
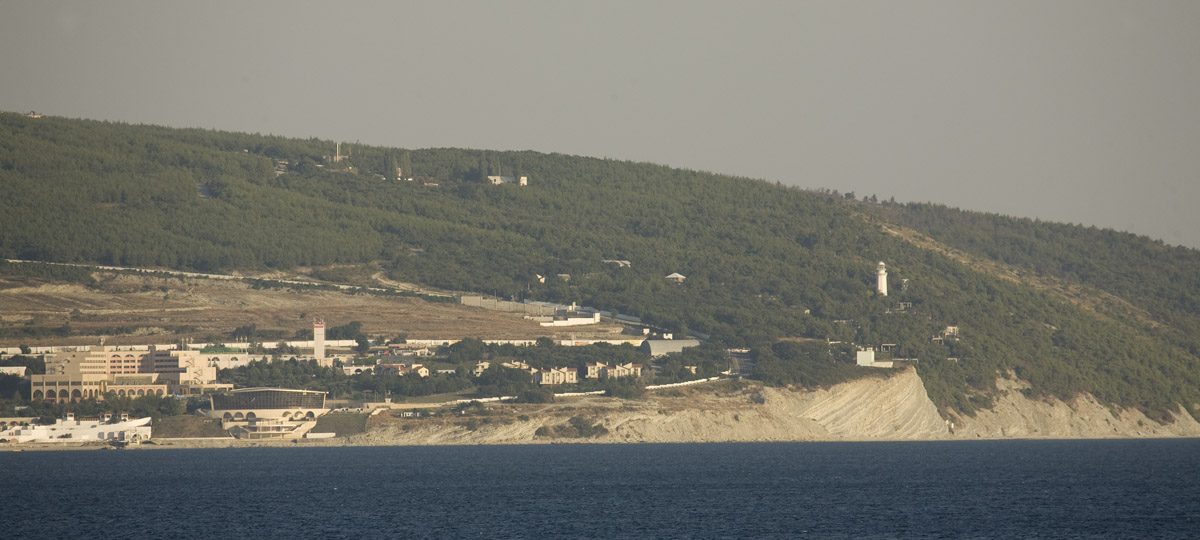
Маяк на мысе Дооб
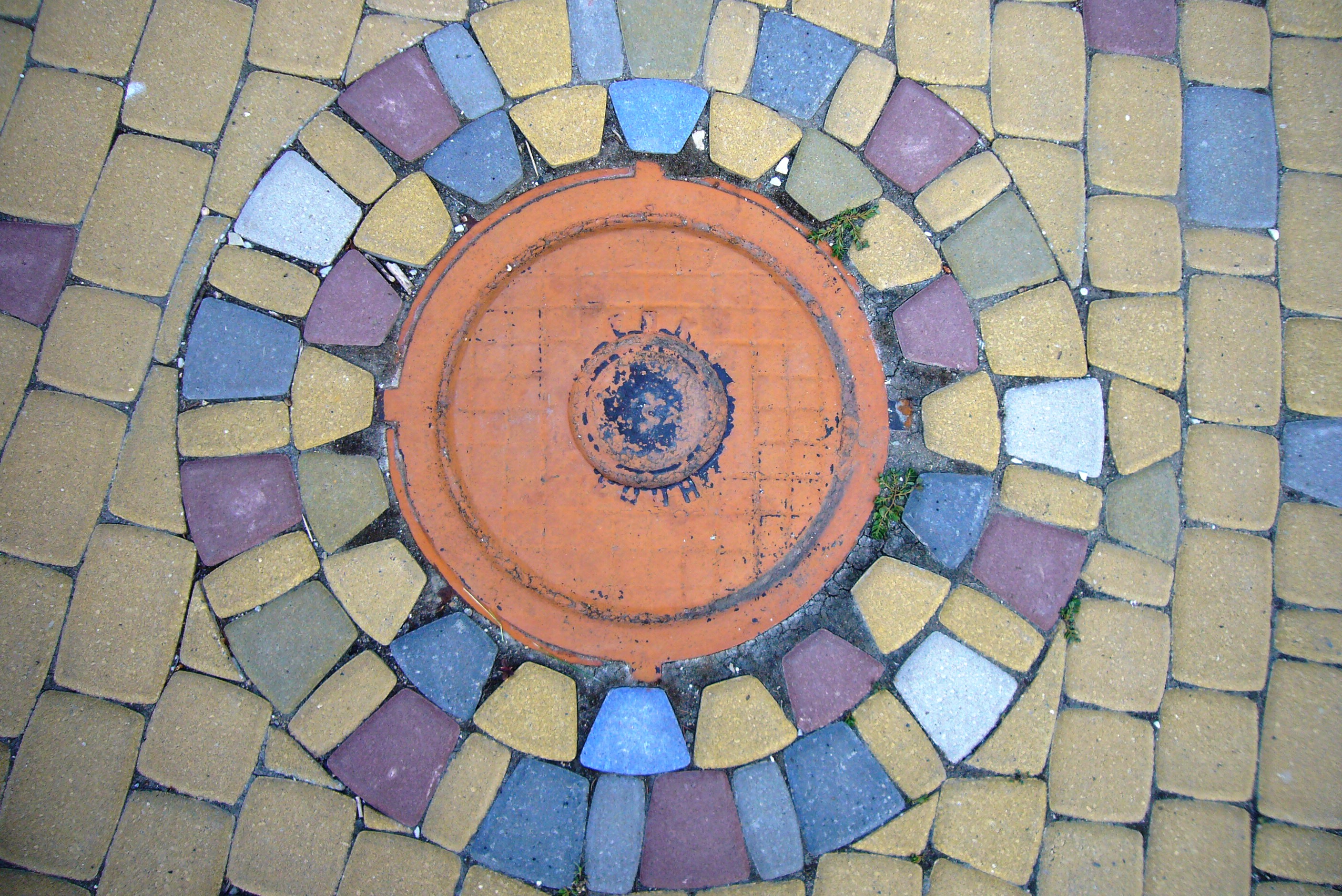
Художестственно оформленное место люка на территории пансионата «Кабардинка»

## Топографические карты
- Лист карты L-37-124 Кабардинка. Масштаб: 1 : 100 000. Состояние местности на 1988 год. Издание 1990 г.